# 陸卿
陸卿（？—？年），南直隶常州府無錫縣人，民籍。明朝政治人物。

## 生平
正德二年（1507年）丁卯科應天府乡试舉人，九年（1514年）甲戌科二甲第123名進士，官至刑部主事。